# Ženski svetovni rekord v hitri hoji na 50 km
Ženski svetovni rekord v hitri hoji na 50 km. Prvi uradno priznani rekord je januarja 2017 postavila Inês Henriques s časom 4:08:26, aktualni rekord pa je 13. avgusta 2017 postavila ista atletinja s časom 4:05:56. Mednarodna atletska zveza uradno priznava dva rekorda.

## Razvoj rekorda
| Čas     | Atletinja            | Datum           | Prizorišče   | Vir   |
| ------- | -------------------- | --------------- | ------------ | ----- |
| 4:08:26 | Inês Henriques (POR) | 15. januar 2017 | Porto de Mós | [ 1 ] |
| 4:05:56 | Inês Henriques (POR) | 13. avgust 2017 | London       | [ 2 ] |